# Raquette (aérodrome)
Pour les articles homonymes, voir Raquette.

Schéma d'une raquette

Une raquette de retournement est un aménagement des pistes d'aérodromes permettant aux aéronefs (le plus souvent, des avions de grande dimension) de faire demi-tour en bout de piste. On parle aussi d'aire de demi-tour ou de "retournement". Cette structure se rencontre la plupart du temps dans les aérodromes pour lesquels, soit la faible importance du trafic, soit l'environnement géographique (relief, étendue d'eau…) ne justifient ou ne permettent pas la construction d'une voie de circulation parallèle à la piste.
Elle permet entre autres à un appareil lourd, d'utiliser la piste pour rouler et dégager vers une aire de manœuvre dont la « portance » permet de supporter le poids de l'appareil.
Le mot "raquette" est aussi utilisé dans l'aéronautique navale comme indicatif radio pour les officiers d'appontages au roulage sur une aire de manœuvre d'un aérodrome lors des exercices d'entraînement.
L'origine de cet indicatif date de l'époque où sur les premiers porte-avions, les O.As (officiers d'appontages) utilisaient des raquettes pour guider les pilotes lors de la phase d'approche à vue vers les brins d'arrêts; depuis des systèmes gyrostabilisés ont remplacé ces raquettes, et le guidage se fait à la voix et au "miroir".